# Джно-Баптист, Фрэнсис
Фрэнсис Джно-Баптист (англ. Francis Jno-Baptiste; род. 8 ноября 1999, Ньюэм, Большой Лондон) — английский футболист, нападающий клуба «Форвард Мэдисон».

## Клубная карьера
Выступал за юношеские команды «Кристал Пэлас». Перед началом сезона 2019 года перебрался в Швецию, где подписал контракт с «Эстерсундом». Срок соглашения рассчитан на три с половиной года. Первую игру в составе красно-чёрных провёл 23 февраля в рамках группового этапа кубка Швеции против «Карлстада». Джно-Баптист вышел на поле на 62-й минуте вместо своего соотечественника Чарли Колкетта. 29 июня в матче очередного тура с «Гётеборгом» дебютировал в чемпионате Швеции, заменив на последней минуте встречи Альхаджи Геро.
В июне 2020 года отправился в аренду в «Эскильстуну», выступающую в Суперэттане. Первый матч за команду сыграл 16 июня против «Вестероса». В общей сложности за время аренды, продлившейся полтора месяца, принял участие в 9 играх, в которых забил три мяча. 29 июля вернулся из аренды и продолжил выступление за «Эстерсунд». В январе 2022 года расторг контракт с «Эстерсундом» по обоюдному согласию сторон.
1 февраля 2023 года подписал контракт с американским клубом «Форвард Мэдисон» из Лиги один ЮСЛ. Дебютировал за «Форвард Мэдисон» 8 апреля в матче против «Лексингтона», выйдя на замену в конце второго тайма.

## Клубная статистика
| Выступление      | Выступление      | Выступление      | Лига | Лига | Кубки | Кубки | Конт. кубки | Конт. кубки | Итого | Итого |
| Клуб             | Лига             | Сезон            | Игры | Голы | Игры  | Голы  | Игры        | Голы        | Игры  | Голы  |
| ---------------- | ---------------- | ---------------- | ---- | ---- | ----- | ----- | ----------- | ----------- | ----- | ----- |
| Эстерсунд        | Алльсвенскан     | 2019             | 3    | 0    | 2     | 0     | 0           | 0           | 5     | 0     |
| Эстерсунд        | Алльсвенскан     | 2020             | 15   | 3    | 1     | 1     | 0           | 0           | 16    | 4     |
| Эстерсунд        | Алльсвенскан     | 2021             | 14   | 2    | 5     | 0     | 0           | 0           | 19    | 2     |
| Эстерсунд        | Итого            | Итого            | 32   | 5    | 8     | 1     | 0           | 0           | 40    | 6     |
| → Эскильстуна    | Суперэттан       | 2020             | 9    | 3    | 0     | 0     | 0           | 0           | 9     | 3     |
| → Эскильстуна    | Итого            | Итого            | 9    | 3    | 0     | 0     | 0           | 0           | 9     | 3     |
| Форвард Мэдисон  | USL1             | 2023             | 10   | 0    | 1     | 0     | 0           | 0           | 11    | 0     |
| Форвард Мэдисон  | Итого            | Итого            | 10   | 0    | 1     | 0     | 0           | 0           | 11    | 0     |
| Всего за карьеру | Всего за карьеру | Всего за карьеру | 51   | 8    | 9     | 1     | 0           | 0           | 60    | 9     |